# SM-55 Santa Maria
O SM-55 Santa Maria foi uma aeronave italiana modelo "Savoia-Marchetti SM.55". Em fevereiro de 1927, dois oficiais da Aeronáutica Real italiana, Francesco de Pinedo e Carlo del Prete, voaram desde a Itália até o Brasil, Caribe e América do Norte, a bordo da aeronave, que veio a ser substituída  por um outra SM.55, a “Santa Maria II”, após a primeira ter sido danificada. Naquele ano, a aeronave foi a primeira a sobrevoar estado brasileiro do Mato Grosso, vindo a pousar no município de Cáceres, mais precisamente no dia 6 de março.

## Savoia-Marchetti SM.55
Mais de 243 exemplares das oito versões construídas foram utilizados até fins da década de 1940. Seu primeiro voo foi realizado em 1924 e os primeiros exemplares começaram a ser usados em 1926.

## Características
Trate-se de um aerobote com duas fuselagens-casco construídas em madeira, com cauda dupla, asa alta e dois motores num arranjo trator-propulsor, montados em reparo em formato de duplo “N” sobre a seção central da asa.